# Cyphia triphylla
Cyphia triphylla är en klockväxtart som beskrevs av Edwin Percy Phillips. Cyphia triphylla ingår i släktet Cyphia, och familjen klockväxter. Inga underarter finns listade i Catalogue of Life.